# Akademier och lärda samfund i Norge
Akademier och lärda samfund, Norge, den äldsta av de norska akademierna är Det Kongelige Norske Videnskabers Selskab i Trondheim, som bildades 1760 av biskopen Johan Ernst Gunnerus, rektor Gerhard Schøning och statsråd Peter Friderich Suhm. Det kallades då Det Trondhiemske Selskab. I och med att stadgarna gavs kunglig stadfästelse 1767 ändrades namnet till Det Kongelige Norske Videnskabers Selskab.

## Övriga akademier
- Det Norske Videnskaps-Akademi härstammar från det 1857 i Kristiania stiftade Videnskabsselskabet i Kristiania.
- Norges Tekniske Vitenskapsakademi stiftades 1955.
- Agder Vitenskapsakademi i Kristiansand stiftades 1962 som "Agder Akademi", reetablerades som vetenskapsakademi 2002.
- Det Norske Akademi for Sprog og Litteratur grundades 1953 och är normerande instans för språkvarianten riksmål.